# 할리갈리

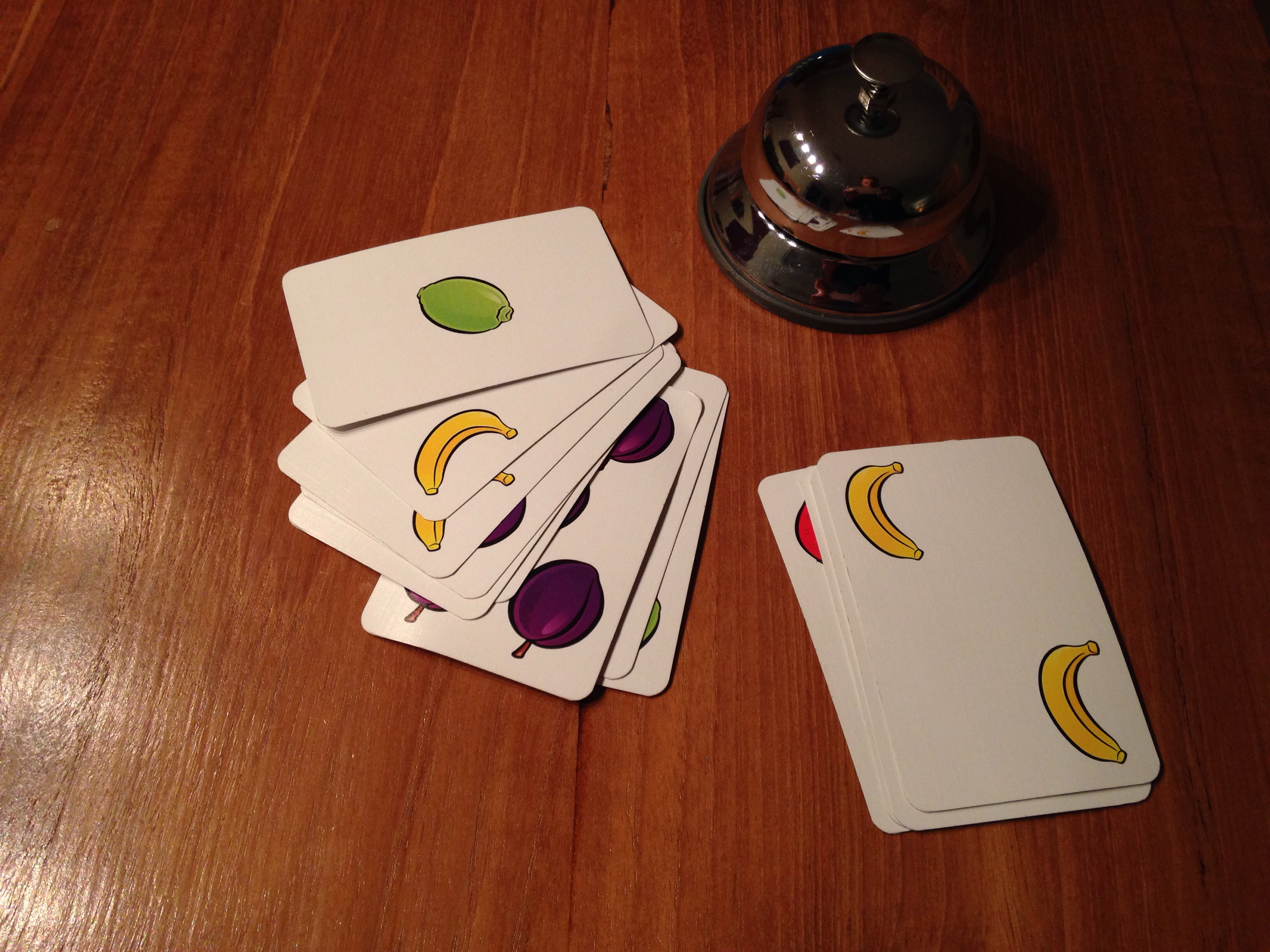

할리갈리(Halli Galli)는 이스라엘 게임 디자이너 Haim Shafir가 디자인하고 독일의 아미고가 출판한 카드 게임이다. 한국에서는 코리아 보드게임즈에서 정식 한국어판을 유통하고 있다. 간단한 규칙과 빠른 진행으로 많은 인기를 얻고 있다. 한편 할리갈리를 모방한 게임들도 많은편이다.

## 규칙
1. 시작하기 전에, 카드를 같은 개수로 나눠서 각자의 앞에 놓고, 종을 중앙에 놓는다.
2. 정해진 방향으로 돌아가면서, 자기 차례가 되면 카드 한 장을 뒤집어서 앞에 놓는다. (만약 다른 카드가 펼쳐져 있으면 그 위에 놓는다. 카드를 뒤집을 때는 상대방이 먼저 볼 수 있도록 바깥쪽으로 뒤집는다.)
3. 맨 위의 펼쳐진 모든 카드 중에서, 같은 종류의 과일이 정확하게 5개가 되어 있는 경우, 종을 친다.
4. 가장 빨리 종을 친 사람이 펼쳐진 모든 카드를 가져간다.
5. 과일이 5개가 되어 있지 않은 경우 종을 치면, 벌칙으로 카드 한 장을 종 밑에 깔거나 상대방에게 카드 1장을 준다.
6. 카드를 모두 가져간 사람이 승자가 된다.

## 파생작
- 할리갈리 딜럭스
- 할리갈리 링엘딩
- 할리갈리 링크
- 할리갈리 익스트림
- 할리갈리 주니어
- 할리갈리 컵스
- 할리갈리 파티
- 할리갈리 컵스 딜럭스

## 같이 보기
- 보드게임
- 정글 스피드